# Friedrich Wilhelm Schulz
Pour les articles homonymes, voir Schulz.
Pour l’article ayant un titre homophone, voir Friedrich Wilhelm Schultz.
Friedrich Wilhelm Schulz, plus connu sous la forme Wilhelm Schulz ou son nom de deuxième mariage Wilhelm Schulz-Bodmer, né le 13 mars 1797 à Darmstadt et mort le 9 janvier 1860 à Zurich, est un officier, éditeur et homme politique hessois.